# Церковь Рождества Пресвятой Богородицы (Рождественское)
Рождественская церковь — приходской храм Южного благочиния Яранской епархии Русской православной церкви в селе Рождественском Яранского района Кировской области.
Объект культурного наследия России, памятник архитектуры регионального и федерального (общероссийского) значения (единственный в Яранском районе, за исключением Яранска).

## История
Каменный храм построен в начале XVIII века вместо деревянного во имя Рождества Пресвятой Богородицы. По прошению священника 1709 года деревянную церковь села Ломовского перевезли на место сгоревшей 1 мая 1719 года Предтеченской церкви. Впервые упоминается в 1724 году. Около церкви находилось кладбище, где хоронили священников. В 1930-х годах здание церкви использовалось как склад зерна. В 1992—1993 гг. были проведены комплексные меры исследования состояния Богородицкой церкви с целью подготовки проекта реставрации данного памятника архитектуры. Постройка рухнула в июне 1998 года, не дождавшись реставрации.

## Архитектура
Храм Рождества Богородицы имел черты «московского барокко», типа «восьмерик на четверике», с восьмигранной колокольней, наделенной тремя ярусами звона. Некоторые фасадные детали (коринфские капители колонок) были вытесаны из белого камня. Главка храма имела старинную зелёную поливную черепицу.
По мнению яранского краеведа М. И. Кутюкова, храм очень близок по архитектуре Благовещенской церкви в Яранске. Но памятник в Рождественском выглядит гораздо изысканнее, богаче; здесь в изобилии применены резные белокаменные детали в наружном декоре, а остатки лепнины внутри церкви говорят о некогда пышном убранстве интерьеров здания.